# Tokyo Idol Festival
Tokyo Idol Festival (яп. TOKYO IDOL FESTIVAL, также сокр. TIF) — музыкальный фестиваль, проводимый ежегодно в Токио. Впервые состоялся в 2010 году. За два дня на нём выступают более 50 женских идол-групп со всей Японии. Является крупнейшим японским фестивалем подобного рода (жанра идол-музыки).

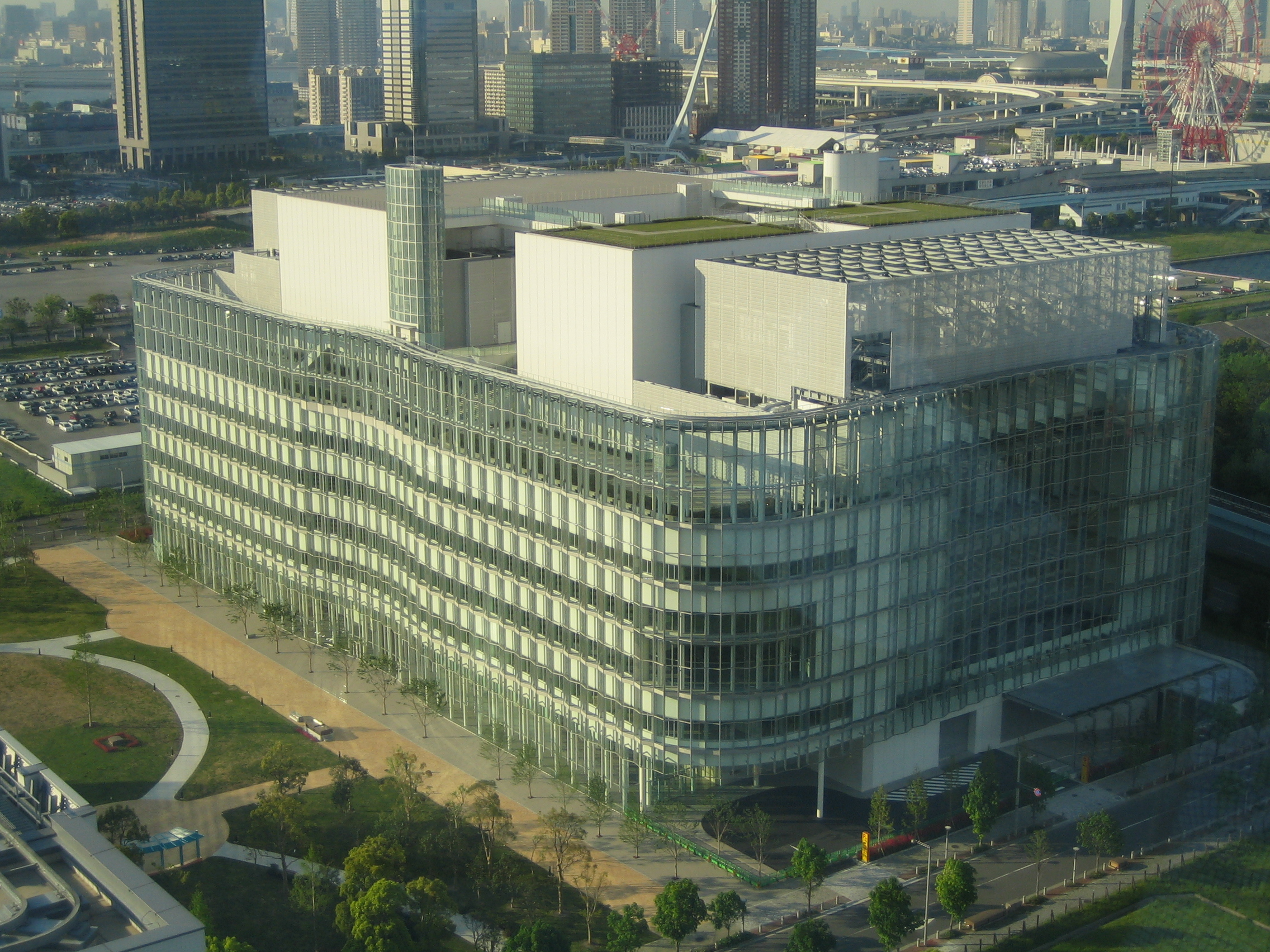
Fuji TV Wangan Studio, где фестиваль проводится с 2011 года.

Феномен «идолов» появился в Японии в конце 1980-х годов. С тех пор популярность девичьих групп в стране постоянно росла, что и привело к появлению подобного мероприятия. В августе 2010 под руководством продюсера Fuji TV, который также занимался телевизионным проектом Idoling!!!, в Японии прошёл первый профессиональный фестиваль идолов Tokyo Idol Festival 2010. Его целью был поиск новых талантов, общение между звёздами и прессой, а также популяризация и «продажа» «идолов». Дебютный фестиваль собрал 49 женских групп, а его посетителями стало более 5 тыс. человек.
Масштаб мероприятия начал расти, и уже в 2012 году в нём приняло участие 111 музыкальных групп. Помимо этого, культура «идолов» начала глобализироваться и на японском рынке стали появляться выходцы из соседних Тайваня и Южной Кореи. Мероприятие стало одним из крупнейших в индустрии, наряду с U.M.U. Award и так называемой «Национальной битвой рейтингов региональных идолов».
Фестиваль проходил ежегодно с 2010 по 2019 годы. В 2020 году мероприятие было отменено в связи с пандемией COVID-19. 